# 向阳街道 (渭南市)
向阳街道，是中华人民共和国陕西省渭南市临渭区下辖的一个乡镇级行政单位。

## 行政区划
向阳街道下辖以下地区：
文昌阁社区、林机社区、西门社区、铁二处社区、尤河社区、通塬社区、新寺社区、蒋家村、西张村、瓦塔村、保丰村、毕家村、赵家院村、农元村、翻身村、郭壕村、芦家村、马家村、马沟村、孟家村、程家村、赵王村、东王村、田家村、康沟村、郭庄村、长闵村、新庄村、张岭村、淹头村、樊家村、蔡郭村和赤水村。